# Combate de Prentzlow
El combate de Prentzlow se opuso a los franceses comandados por el mariscal Joachim Murat frente a los prusianos. La confrontación tuvo lugar el 28 de octubre de 1806.
El enfrentamiento finalizó con la capitulación del Príncipe Augusto de Prusia y el general Hohenlohe y sus 17,000 soldados
- Datos: Q4872105
- Multimedia: Battle of Prenzlau / Q4872105